# Tandospirone
Tandospirone (thương hiệu tên Sediel) là một loại thuốc giải lo âu và chống trầm cảm được sử dụng trong Trung Quốc và Nhật Bản, được bán trên thị trường bởi Dainippon Sumitomo Pharma. Nó là thành viên của nhóm thuốc azapirone và có liên quan chặt chẽ với các azapirone khác như buspirone và gepirone.

## Sử dụng trong y tế

### Lo lắng và trầm cảm
Tandospirone được sử dụng phổ biến nhất như là một điều trị cho rối loạn lo âu và trầm cảm, chẳng hạn như rối loạn lo âu lan tỏa và loạn trương lực tương ứng. Đối với cả hai chỉ định, thường phải mất một vài tuần để các hiệu ứng điều trị bắt đầu được nhìn thấy, mặc dù ở liều cao hơn các phản ứng giải lo âu nhanh hơn đã được nhìn thấy. Nó cũng đã được sử dụng thành công như là một điều trị cho bệnh bruxism.

### Công dụng khác
Tandospirone cũng đã được thử, thành công, như là một điều trị bổ trợ cho các triệu chứng nhận thức ở những người bị tâm thần phân liệt.

## Tác dụng phụ
Các tác dụng phụ thường gặp bao gồm:
- Chóng mặt
- Buồn ngủ
- Mất ngủ
- Đau đầu
- Rối loạn tiêu hóa
- Khô miệng
- Ảnh hưởng tiêu cực đến chức năng bộ nhớ rõ ràng [1]

Các tác động bất lợi với tần suất không xác định bao gồm:
- Hạ huyết áp (huyết áp thấp)
- Chứng khó đọc
- Nhịp tim nhanh
- Khó chịu
- Suy giảm tâm thần

Nó không được tin là gây nghiện nhưng nó được biết là tạo ra hiệu ứng cai thuốc nhẹ (ví dụ như chán ăn) sau khi ngừng thuốc đột ngột.

## Dược lý
Tandospirone hoạt động như một chất chủ vận một phần thụ thể 5-HT1A mạnh và chọn lọc, với giá trị ái lực Ki là 27 ± 5 nM  và hoạt động nội tại khoảng 55 đến 85%. Nó có ái lực yếu và không đáng kể về lâm sàng đối với 5-HT2A (1.300 ± 200), 5-HT2C (2.600 ± 60), α1 -adrenergic (1.600 ± 80), α2 -adrenergic (1.900 ± 400), D1 (41.000 ± 10.000), và D2 (1.700 ± 300) thụ, và về cơ bản là không hoạt động tại 5-HT1B, 5-HT1D, β-adrenergic, và thụ thể acetylcholine muscarinic, serotonin vận chuyển, và benzodiazepine trang web allosteric của thụ thể GABAA (tất cả đều > 100.000). Tuy nhiên, có bằng chứng về tandospirone có hoạt tính đối kháng thấp nhưng có ý nghĩa ở thụ thể α2 -adrenergic thông qua chất chuyển hóa hoạt động 1-(2-pyrimidinyl) piperazine (1-PP).

## Nghiên cứu
Vào tháng 2 năm 2018, một nghiên cứu đã được thực hiện bởi các nhà nghiên cứu tại Đại học Công nghệ Queensland và được công bố trên tạp chí Khoa học báo cáo. Các nhà nghiên cứu phát hiện ra rằng tandospirone giúp đảo ngược tình trạng thiếu hụt não do tiếp xúc với rượu mãn tính ở chuột. Nghiên cứu này là nghiên cứu đầu tiên thuộc loại này và mang lại sự quan tâm đến thuốc để điều trị các triệu chứng cai rượu có thể.

## Xã hội và văn hoá

### Tên gọi
Tandospirone cũng được biết đến là metanopirone.